# Andrei Alexejewitsch Konew
Andrei Alexejewitsch Konew (russisch Андрей Алексеевич Конев; * 26. Januar 1989 in Miass) ist ein russischer Eishockeyspieler, der zuletzt – nach Ablauf einer Dopingsperre – bei Admiral Wladiwostok in der Kontinentalen Hockey-Liga unter Vertrag stand.

## Karriere
Andrei Konew begann seine Karriere als Eishockeyspieler in der Nachwuchsabteilung des HK Traktor Tscheljabinsk, für dessen zweite Mannschaft er zunächst von 2005 bis 2008 in der drittklassigen Perwaja Liga aktiv war. In der Saison 2007/08 gab der Verteidiger zudem sein Debüt für das Profiteam des HK Traktor in der Superliga, wobei er in insgesamt 15 Spielen eine Torvorlage gab.
Seit der Saison 2008/09 spielt Konew mit dem HK Traktor Tscheljabinsk in der neu gegründeten Kontinentalen Hockey-Liga, wobei er seit 2009 parallel für dessen Juniorenmannschaft in der multinationalen Nachwuchsliga Molodjoschnaja Chokkeinaja Liga zum Einsatz kommt.
Im Januar 2012 wechselte Konew zu Lokomotive Jaroslawl und spielte für seinen neuen Klub in der Wysschaja Hockey-Liga. Ab Oktober 2012 spielte er bei Salawat Julajew Ufa in der KHL und kam bis zum Jahresende 2013 auf 42 KHL-Einsätze. Im Januar 2014 wurde Konew gegen eine finanzielle Entschädigung an den HK Donbass Donezk abgegeben, für den er bis Saisonende 13 KHL-Partien bestritt.
Im Juni 2014 wechselte er innerhalb der KHL zum HK Sibir Nowosibirsk. Anfang Dezember des gleichen Jahres wurde Konew zusammen mit Andreas Thuresson an Sewerstal Tscherepowez abgegeben, im Gegenzug wechselte David Ullström nach Nowosibirsk.
In der Saison 2016/17 wurde Konew positiv auf Doping getestet und vom Weltverband bis November 2017 gesperrt. Nach Ablauf dieser kehrte er kurzzeitig in den Kader von Admiral zurück.

## Statistik
(Stand: Ende der Saison 2010/11)